# Mount Charleston
Mount Charleston è un census-designated place (CDP) degli Stati Uniti, situato nella Contea di Clark nello stato del Nevada. Nel censimento del 2000 la popolazione era di 285 abitanti.

## Geografia fisica
La località deve il suo nome al Monte Charleston, il punto più elevato della regione, e si trova in una valle all'interno delle Spring Mountains, a nordovest di Las Vegas, ed è nota per le possibilità escursionistiche e ricettive. Le temperature sono costantemente inferiori di 15/25 °C rispetto a Las Vegas, rendendola una meta popolare per chi vuole sfuggire al calore.
Secondo i rilevamenti dell'United States Census Bureau, la località di Mount Charleston si estende su una superficie di 76,0 km², tutti occupati da terre.

## Popolazione
Secondo il censimento del 2000, a Mount Charleston vivevano 285 persone, ed erano presenti 80 gruppi familiari. La densità di popolazione era di 4 ab./km². Nel territorio comunale si trovavano 362 unità edificate. Per quanto riguarda la composizione etnica degli abitanti, il 97,54% era bianco, l'1,05% era afroamericano e lo 0,35% proveniva dall'Oceano Pacifico. Lo 0,70% della popolazione apparteneva ad altre razze e lo 0,35% a più di una. La popolazione di ogni razza ispanica corrispondeva al 2,46% degli abitanti.
Per quanto riguarda la suddivisione della popolazione in fasce d'età, il 15,8% era al di sotto dei 18, il 3,9% fra i 18 e i 24, il 21,8% fra i 25 e i 44, il 45,3% fra i 45 e i 64, mentre infine il 13,3% era al di sopra dei 65 anni di età. L'età media della popolazione era di 49 anni. Per ogni 100 donne residenti vivevano 119,2 maschi.